# Masacre de Ehden
La Masacre de Ehden fue una masacre sucedida en la ciudad de Ehden, Líbano, el 13 de junio de 1978, donde falleció el líder del Movimiento Marada, Antoine "Tony" Frangieh, su esposa, Vera Frangieh (nacida Kordahi) y su hija de tres años, Jihane, en un intento fallido de capturar la ciudad y arrestar a los responsables del asesinato de Joud El Bayeh, un funcionario de las Falanges Libanesas asesinado por los Marada.

## Antecedentes
La guerra civil libanesa inició en abril de 1975, y los bandos cristianos de derecha y los  musulmanes pro-palestinos de izquierda comenzaron a formar sus coaliciones. Los Maronitas formaron el Frente Libanés, para mejorar su cooperación y organización en el conflicto. Aunque el Ejército de Liberación de Zgharta (la milicia del Movimiento Marada) se unió a este Frente, su líder, el expresidente Suleiman Frangieh, era amigo personal del presidente sirio Háfez al-Assad, lo que dañó las relaciones entre los partidos miembros, quienes no estaban a favor de la presencia siria en el Líbano. Finalmente, Frangieh dejó la alianza en 1978.
En la primera fase de la guerra, Frangieh se vio obligado a pedir ayuda a las Falanges Libanesas, las cuales eran la milicia cristiana más predominante, entrenada y organizada, para que le brindaran apoyo en el norte del Líbano, donde no tenían poder alguno, especialmente en Zgharta, el bastión de los Marada. Las Falanges obtuvieron poder, reclutando locales y amenazando las posiciones del Movimiento Marada.
En 1978, el Movimiento Marada solicitó a las Falanges Libanesas que se retiraran. De hecho, los falangistas ya estaban perdiendo fuerza; perdían hombres todos los días, quienes eran asesinados por sus rivales Marada, y a veces se les negaba servicios en gasolineras, panaderías, farmacias y tiendas. 
En mayo, Frangieh comenzó a desarrollar relaciones cercanas con Siria y Háfez al-Assad, mientras su hijo Tony se acercaba a su hermano menor, Rifaat, dejando de atender a reuniones del Frente Libanés y alejándose cada vez más de él, sin mencionar que Frangieh no estaba de acuerdo con Bashir Gemayel y otros partidos cristianos sobre ciertos acfercamientos tácticos con Israel. Los Marada eran conocidos por no tener una posición política clara y por tener un ala armada desorganizada. Ese año, Frangieh abandonó a la coalición.
Otro causante importante de la masacre fue el asesinato de Joud El Bayeh, un funcionario falangista que intentó abrir una oficina de dicho partido en Zgharta y fue asesinado por seis hombres enviados por Tony Frangieh el 8 de junio. Bashir Gemayel intentó negociar a través del patriarca maronita en Bkerké, Antoine Khreich, pero esto no dio frutos. Gemayel decidió ordenar la captura de Frangieh y de los miembros del Movimiento Marada que mataron a Joud El Bayeh.

## Masacre
El 13 de junio de 1978, cinco días más tarde, Bashir Gemayel envió a un grupo de 800, hombres liderados por Samir Geagea y Elie Hobeika quienes llegaron a Ehden a las cuatro de la mañana con el plan de arrestar a los asesinos de Joud El Bayeh, quienes se refugiaban en la residencia de los Frangieh, la cual era un centro de comunicación y tenía armamento para los Marada. Los Marada se negaron a rendirse, iniciando un largo tiroteo casa por casa. En la carretera que llevaba a la mansión, Geagea recibió una herida de bala grave que lo dejó inconsciente. Tuvo que recuperarse en Francia. Mientras tanto, la fuerza liderada por Hobeika entró a la mansión, inesperadamente matando a Tony Frangieh, a su esposa, a su hija de tres años y a 28 guardaespaldas. Ni siquiera el perro de la familia sobrevivió. El padre de Tony, Suleiman Frangieh, afirmó que los falangistas obligaron a él y a su esposa, Vera, a ver el asesinato de su hija de tres años, Jihane, para después matarlos a ambos. Además, afirmó que ningún falangista quedaría vivo en el Norte del Líbano. Más de diez falangistas fallecieron en el ataque a Ehden. Tras esto, se retiraron a Batroun y después a Jbeil.
El hijo de Tony Frangieh, Suleiman Frangieh Jr., sobrevivió al no estar en la residencia durante el evento.

## Consecuencias
El 14 de julio, se organizó un funeral en Zgharta. El mismo día, el Ejército Sirio asaltó Deir el Ahmar, un pueblo cercano, en busca de los responsables. El Movimiento Marada llevó a cabo una serie de secuestros y asesinatos en venganza. Las Falanges en la región fueron desplazadas y sufrieron 100 bajas.
Por la Masacre de Ehden, el Movimiento Marada se mantuvo al lado de Siria hasta el final de la guerra en 1990. La actual organización política sigue siendo prosiria.

## Acusaciones y declaraciones
El Movimiento Marada, actualmente un partido político liderado por Suleiman Frangieh Jr., acusa a las Fuerzas Libanesas de ser responsables de la Masacre de Ehden. En 1978, Bashir Gemayel argumentó que la masacre era "una revuelta social en contra del feudalismo". Además, el partido Falangista (o Kataeb) declaró que había atacado Ehden tras que los Marada se negaron a entregar a los asesinos de Joud El Bayeh.
Samir Geagea, actual líder de las Fuerzas Libanesas, siendo en aquella época un joven comandante regional, admitió que formaba parte del "escuadrón militar" de la "operación de Ehden", pero negó estar involucrado en la masacre, ya que le habían disparado en la vía que llevaba al lugar de los hechos.

## Investigación y arrestos
En 1994, los sirios, que ocupaban al Líbano, acusaron a las Fuerzas Libanesas de colocar explosivos en la Iglesia de Nuestra Señora de la Liberación de Jounieh, lo que acabó en el arresto de Samir Geagea (quien fue declarado inocente tras la retirada siria del Líbano en 2005) y varios de sus partidarios, entre ellos, un tal Hanna Shallita, acusado de participar en la masacre. Shallita fue liberado en 2002 al pagar una fianza de cinco millones de libras libanesas, sin embargo, nunca se hizo una investigación para encontrar que pasó y quien mató a Tony Frangieh. Cuando se reabrió el caso ese año, Suleiman Frangieh Jr. lo criticó, según él, tenía el propósito de manipular la "sangre de su familia muerta para fines políticos", afirmando que "el asunto es lejano para mí, enterrado en el pasado".